# Ultimate Avengers 2
Ultimate Avengers 2 (ook bekend als Ultimate Avengers 2: Rise of the Panther) is een animatiefilm uit 2006 gebaseerd op de Ultimate Marvel versie van het Marvel Comics superheldenteam, de Avengers. De film is het vervolg van Ultimate Avengers.
De film speelt zich gedeeltelijk af in de fictieve Afrikaanse natie Wakanda, en introduceert de Black Panther.
Ultimate Avengers 2: Rise of the Panther werd uitgebracht op 8 augustus 2006. De film werd ook uitgezonden op Cartoon Network op 21 oktober 2006.

## Plot
Wanneer Wakanda's jonge prins T'Challa terugkeert naar zijn land, ontdekt hij dat zijn koninkrijk is aangevallen door de Chitauri, geleid door de buitenaardse gedaanteveranderaar Heer Kleiser, waarvan iedereen dacht dat hij in 1945 was omgekomen.
Nadat zijn vader door Kleister wordt vermoord, wordt T'Challa de koning en krijgt de Black Panther-titel. Hij wil de hulp inroepen van Captain America, Kleisters oude vijand, maar die heeft het te druk met zijn eigen problemen. Desondanks roept Nick Fury de Avengers bij elkaar voor de missie. De enige die ontbreken zijn Thor (omdat hij niet te bereiken is) en de Hulk (die nog altijd is opgesloten na zijn wandaden uit de vorige film).
Na een gesprek met Black Panther ontdekt Captain America waarom de Chitauri aanvielen: ze zoeken het Hart van Wakanda, een berg van zuiver Vibranium die ooit als meteoriet neerstortte in Wakanda en sindsdien gebruikt wordt voor Wakanda's wapenindustrie. De andere Avengers worden ondertussen ontdekt en aangevallen, waardoor ze gedwongen zijn te vluchten. Even lijken de Avengers om te komen als hun schip wordt vernietigd door de Chitauri, maar ze worden net op tijd gered door Thor, die tegen Odins bevelen toch is komen helpen.
T'Challa wordt door de raad van Wakanda van zijn autoriteiten ontdaan omdat hij buitenlanders heeft binnengelaten in Wakanda. Net op dat moment arriveert een Chitauri schip en plaatst een krachtveld rond de planeet. De Avengers komen toch te hulp nadat Wakandas eigen verdediging wordt vernietigd. Ondertussen ontdekt Bruce Banner een manier om het Chitauri schip te verslaan: gammastraling verzwakt Vibranium en maakt het broos. Betty Ross bevestigt de theorie en vertrekt naar Wakanda met een draagbare gammastralinggenerator. Bruce blijft achter, na te zijn blootgesteld aan een dodelijke dosis knock-out gas.
In Wakanda bevechten Captain America en Black Panhter Kleiser, en verslaan hem uiteindelijk door hem te vangen in het pure Vibranium. Iron Man en Giant Man dringen het Chitauri schip binnen en vernietigen de energiekern van het schip met hun gammastraalgenerator. Bij deze missie raakt Giant Man zwaargewond. Thor weet beiden te redden uit het neerstortende schip, maar Giant Man sterft in Wasps armen.
Terug in New York ontdekken de Avengers dat Bruce weer in de Hulk is veranderd en is ontsnapt. Maar nu de Chitauri weg zijn maken ze zich niet al te veel zorgen. Betty vraagt zich af waar de Hulk heen kan zijn gegaan. In de laatste scène werpt de Hulk nog een laatste blik op haar, voordat hij ervandoor gaat.

## Cast
| Acteur          | Rol                            |
| --------------- | ------------------------------ |
| Justin Gross    | Steve Rogers / Captain America |
| Marc Worden     | Tony Stark / Iron Man          |
| Andre Ware      | General Nick Fury              |
| Grey DeLisle    | Janet Van Dyne Pym / Wasp      |
| Nolan North     | Henry Pym / Giant Man          |
| Dave Boat       | Thor                           |
| Olivia D'Abo    | Natalia Romanov / Black Widow  |
| Fred Tatasciore | Hulk                           |
| Michael Massee  | Dr. Bruce Banner               |
| Nan McNamara    | Dr. Betty Ross                 |
| Jim Ward        | Herr Kleiser                   |
| Jeffrey D. Sams | T'Challa / Black Panther       |
| Dwight Schultz  | Odin                           |
| Mark Hamill     | Dr. Oyler                      |
| Dave Fennoy     | T'Chaka                        |
| Susan Dalian    | Nakinda                        |
| Kendre Berry    | Young T'Challa                 |
| Chi McBride     | Chief Elder                    |

## Trivia
- Enkele HYDRA agenten zijn te zien aan het begin van de film, terwijl ze vechten tegen Captain America.
- Iron Man blijkt een hartkwaal te hebben gelijk aan die van zijn tegenhanger uit de standaard marvelstrips. In de Ultimate Marvel strips heeft Iron Man echter een hersentumor.
- De Black Panther, die in deze film wordt geïntroduceerd, heeft nog niet meegespeeld in een Ultimate Marvel strip.
- In de film wordt Black Widow verliefd op Captain America. In de strips is Wasp degene die verliefd op hem wordt.
- Thor blijkt in de film daadwerkelijk een god te zijn. In de Ultimate Marvel strips wordt dit slechts vermoed.
- Iron Man gebruikt in de film duidelijk geen vibraniumwapens in zijn harnas, aangezien zijn wapens geen effect hebben op de buitenaardse wezens.
- In de film hebben zowel Black Panther als zijn vader de gave om in weerpanters te veranderen, zoals Coal Tiger.
- Het World Trade Center is zichtbaar in de film